# Big Ticket Television
Big Ticket Television, Inc. (también conocida como Big Ticket Entertainment y Big Ticket Pictures) es una productora estadounidense ganadora de un premio Emmy. Big Ticket es una subsidiaria de CBS Studios (anteriormente CBS Paramount Television y CBS Television Studios), una división de Paramount Global . Es conocido por producir el pilar sindicado Judge Judy desde su lanzamiento en 1996.

## Historia
La compañía se lanzó el 21 de octubre de 1994 bajo Spelling Entertainment Group, quien nombró al exejecutivo de Warner Bros. Television y Spelling Television, Larry Lyttle, para dirigir la división.  Lyttle quería nombrar a la empresa como Blockbuster Television, en honor a su empresa matriz Blockbuster, Inc., pero Viacom se opuso a la idea debido a que el destino de la cadena no estaba claro. En ese momento, Viacom era propietaria de Blockbuster Inc. y su participación del 67% en Spelling Entertainment Group desde el 29 de septiembre.  Lyttle eligió el nombre "Big Ticket" al pasar por una tienda de Blockbuster y observar el logotipo de "Big Ticket" de Blockbuster.  Big Ticket se creó principalmente como una salida para las series de televisión no dramáticas de Spelling, que en ese momento era ampliamente conocida por sus dramas exitosos. Toda su programación fue distribuida por el brazo de sindicación de Spelling, Worldvision Enterprises, hasta que Worldvision se incorporó a Paramount Domestic Television, luego a CBS Television Distribution y ahora a CBS Media Ventures.
En 1999, Viacom Productions compró Spelling Entertainment, lo que resultó en que Paramount Domestic Television (que Viacom había poseído desde la adquisición de Paramount Pictures en 1994) se convirtiera en el distribuidor de Big Ticket en junio de 1999. El 29 de junio de 2003, Paramount Television combinó Big Ticket Television operaciones de producción con su red y salidas de sindicación después de que Lyttle se fue antes de que terminara su último año. En 2006, PDT se convirtió en CBS Paramount Domestic Television y luego en CBS Media Ventures (anteriormente CBS Television Distribution) en 2007.

## Producciones
Bruce Kerner y Mark Johnson trabajaron en programas producidos por Big Ticket de 1995 a 2002 cuando se estrenó Night Stand with Dick Dietrick, Johnson también trabajó en Wolf Lake , Kerner también trabajó en The Terminator dirigida por James Cameron y protagonizada por Arnold Schwarzenegger .
De 2002 a 2004, Big Ticket produjo The Jamie Kennedy Experiment para The WB creado por los creadores de Mad TV Fax Bahr y Adam Small y protagonizado por el ganador del Blockbuster Entertainment Award Jamie Kennedy , conocido por interpretar a Randy Meeks en la franquicia Scream. The Jamie Kennedy Experiment también fue una coproducción con Warner Bros. Television Larry Lyttle también trabajó en Warner Bros. Television Studios antes de unirse a Spelling Television y dirigir Big Ticket Television.
Las producciones más vistas de Big Ticket son las series de salas de audiencias Judge Judy (finalizó en 2021) y Judge Joe Brown (finalizó en 2013), la primera debutó en 1996 y la segunda en 1998. Esto dejó a Judge Judy como el único programa de la compañía en la temporada de televisión 2013-2014, aunque la mayor parte de la producción la realiza CBS, ya que la compañía ha sido en gran medida una organización testaferro desde que CBS se hizo cargo de la unidad de televisión de Viacom. En el otoño de 2014, Big Ticket también comenzó a producir el programa de la corte de tres jueces Hot Bench, creado y producido por la jueza Judy Sheindlin a través de su propia compañía de producción, Queen Bee Productions.
Big Ticket también produjo la comedia de situación Moesha, su spin-off The Parkers y la comedia animada en stop-motion Gary & Mike para UPN, los dramas Hack creado por David Koepp y protagonizado por David Morse y Wolf Lake creado por John Leekly y protagonizado por Lou Diamond Phillips. para CBS (solo cinco episodios de este último se emitieron en CBS antes de la cancelación, pero los nueve se mostraron en UPN), y el programa de entrevistas parodia Night Stand con Dick Dietrick para distribución. Para la segunda (y última) temporada de la serie judicial Swift Justice, Big Ticket se convirtió en la productora después de que la serie se mudara deAtlanta a Los Ángeles y compartió un estudio con Judge Judy y Judge Joe Brown. La producción más reciente de la compañía es The Drew Barrymore Show, que se lanzó el 14 de septiembre de 2020. A partir de la temporada televisiva 2021-2022, Hot Bench y The Drew Barrymore Show son los únicos programas producidos por la compañía que todavía están en producción.